# Vila Verde (Dili)
Vila Verde ist ein osttimoresischer Suco im Verwaltungsamt Vera Cruz (Gemeinde Dili) in der Landeshauptstadt Dili.

## Geographie
Der Suco, der einen schmalen Streifen in Nord-Süd-Richtung bildet, liegt im Norden des Verwaltungsamts Vera Cruz. Vila Verde wurde nach der Unabhängigkeit Osttimors aus den Sucos Hanso Hatora und Haksolok gebildet. Nördlich befinden sich die Sucos Motael und Colmera, östlich, jenseits der Avenida Mártires da Pátria, der Suco Caicoli und weiter südlich die Sucos Mascarenhas und Lahane Ocidental. Im Süden liegt der Suco Dare und im Westen grenzt Vila Verde an das Verwaltungsamt Dom Aleixo mit seinem Suco Bairro Pite. Der Westgrenze folgt in der Regenzeit der Fluss Maloa.
Vor der Gebietsreform 2015 hatte Vila Verde eine Fläche von 2,73 km². Dann wurde das Gebiet nördlich er Avenida Dom Ricardo da Silva an Motael abgegeben, dazu gehört auch ein Teil des traditionellen Stadtteils Vila Verde. Nun hat der Suco Vila Verde eine Fläche von 2,39 km².
Administrativ unterteilt sich Vila Verde in neun Aldeias: Im Norden liegen Lemorai, Gideon, Virgolosa, Nopen, Matua und 1 de Setembro, im Zentrum Mate Restu und Mate Moris und im Süden Terus Nain.
Der Nordteil des Sucos ist dichter besiedelt, als der Süden, der noch über freie Flächen verfügt und mit Hügeln bereits deutlich höher liegt. Im Norden liegen die Ortsteile Vila Verde (der zum Teil nun in Motael liegt), Mata Doro (Matadouro), Lafandaria (Lavandaria), Virgolosa (Virdolosa), Tuanalaran und Manumeta Rahun. In der Aldeia 1 de Setembro liegt der markante Hügel Foho Manometa (08° 34′ S, 125° 34′ O, 56 m), der sich als Beginn der Hügelkette nach Süden prominent erhebt.

## Einwohner
In Vila Verde leben 13.815 Einwohner (2022), davon sind 6.994 Männer und 6.821 Frauen. 9.536 von ihnen wohnen in einer urbanen Umgebung, 4.279 im ländlichen Teil des Sucos. Im Suco gibt es 2.430 Haushalte. Fast 96 % der Einwohner geben Tetum Prasa als ihre Muttersprache an. Minderheiten sprechen Tetum Terik, Baikeno, Fataluku, Kemak, Makasae oder Mambai.

## Bauwerke und Einrichtungen
Wichtigster Sakralbau ist die katholische Kathedrale von Dili im Ortsteil Vila Verde (Aldeia Lemorai). Daneben gibt es im Suco noch weitere moderne Kirchenbauten. An der Rua da Catedral, gegenüber der Kathedrale, wurde im Juni 2016 eine neue Kirche der Assemblies of God (Igreja Evangélica das Assembleias de Deus em Timor Leste) mit Platz für rund 1000 Gläubige fertiggestellt.
Der Suco verfügt über zwei Einrichtungen zur Fortbildung, drei Grundschulen (darunter die Escola Primária Tuanalaran und die Escola Primaria No. 9) und eine Sekundärschule.
Weitere Einrichtungen sind die Vorschule San Carlos (Escola Pré-primária de San Carlos), die Klinik Dr. Jaime Sarmento (Clínica Dr. Jaime Sarmento), die Gemeindeverwaltung an der Avenida Mártires da Pátria, das Bildungsministerium, und die Comissão da Função Pública (CFP). Zwischen der Rua da Catedral und der Avenida Mártires da Pátria liegt das Gebäude des Innenministeriums.

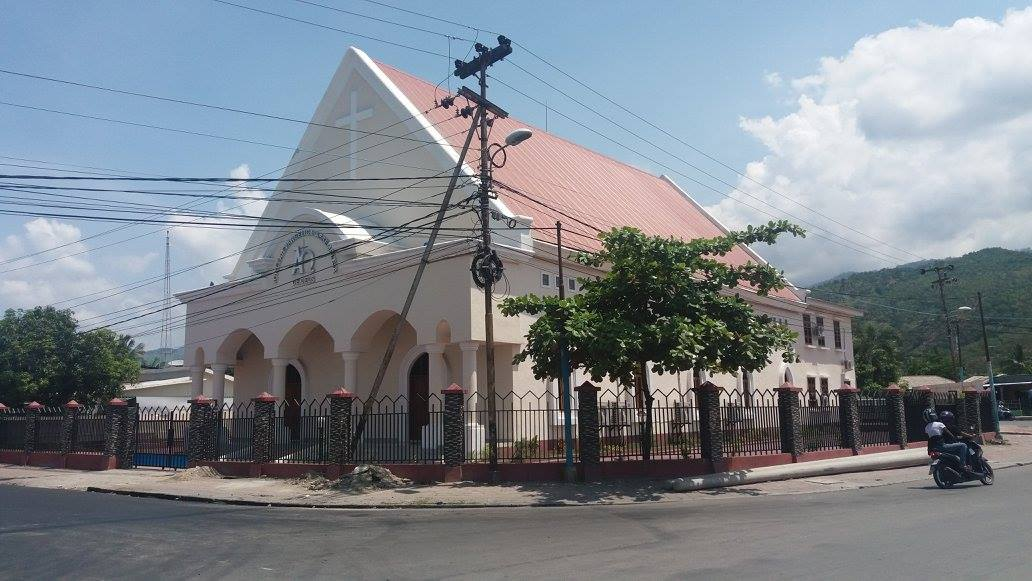
Kirche der Assemblies of God
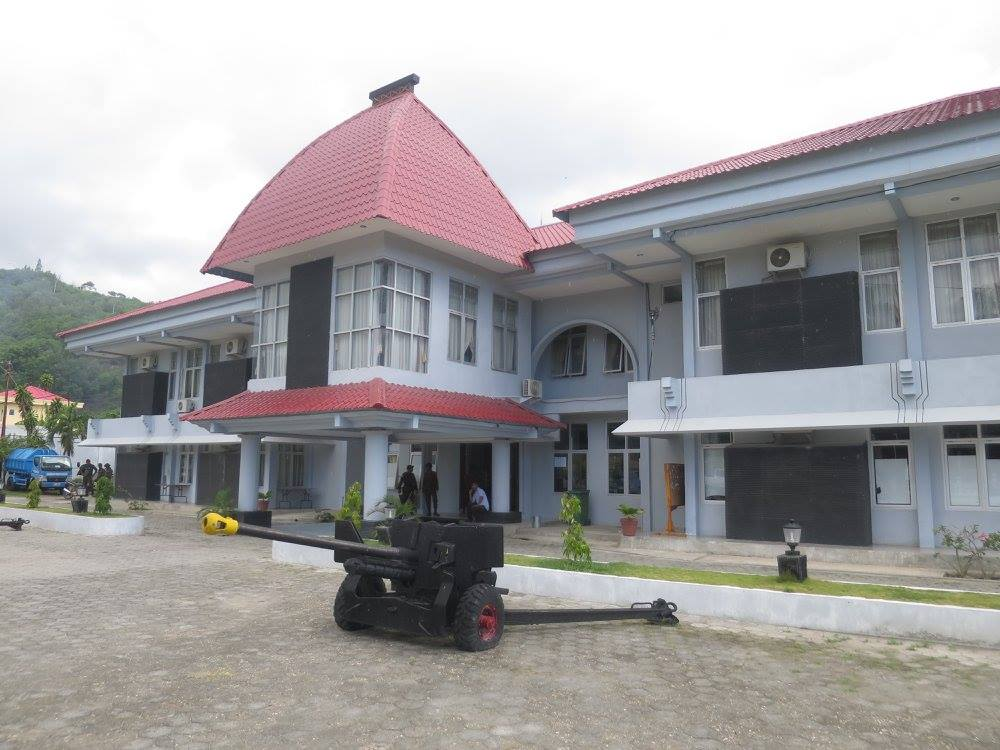
Verwaltungssitz der Gemeinde
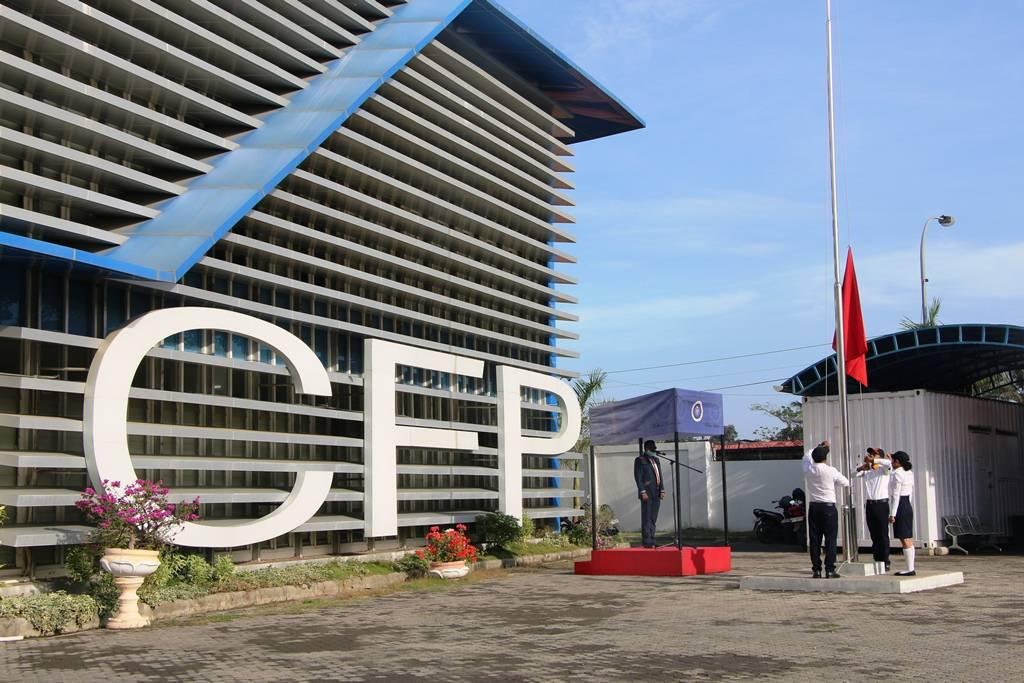
Comissão da Função Pública (CFP)

## Politik
Bei den Wahlen von 2004/2005 wurde Andre dos Santos Fernandes zum Chefe de Suco gewählt. Bei den Wahlen 2009 gewann Abdul Mancoli (Manconi?) Arranhado und wurde 2016 in seinem Amt bestätigt.